# 하세가와 미쓰루
하세가와 미쓰루(일본어: 長谷川 満, 1979년 2월 3일 ~ )는 일본의 전 축구 선수이다.

## 구단 경력
과거 카탈레 도야마에서 활동하였다.